# José Manuel Aguirre Bustamante
José Manuel Aguirre Bustamante (Los Ángeles, Chile, 14 de noviembre de 1936) es un jinete de rodeo chileno que ha sido campeón nacional de las dos disciplinas del rodeo (corridas y movimiento de la rienda).

## Trayectoria
Es conocido en el ambiente corralero como “Coteco” Aguirre. Además de jinete de rodeo fue jugador de polo, deporte del que fue seleccionado chileno y logró tener 6 goles de hándicap. En esta disciplina se llegó a enfrentar, entre muchos otros, al príncipe Felipe de Edimburgo. También fue equitador.

## Reconocimientos
Ganó siete veces el Campeonato Nacional del movimiento de la rienda y un Campeonato Nacional de Rodeo en 1964 junto a su hermano Guillermo y montando a Ñipán y Reparo. Ha conseguido importantes títulos en el extranjero como el Freno de Oro en Brasil y Argentina. 
La última vez que ganó la medalla de campeón de la rienda fue en 1992 con su yegua Abusadora con 61 puntos, récord nacional en ese entonces. En el año 2000, la Federación Deportiva Nacional del Rodeo Chileno eligió a los mejores del siglo XX en donde figura José Manuel Aguirre junto a destacados jinetes como Ramón Cardemil, Ricardo de la Fuente, Juan Segundo Zúñiga, Raúl Rey y Santiago Urrutia.
Desde agosto de 2021 es considerado un Arreglador Maestro de la Escuela Ecuestre Huasa, conforme al reglamento publicado por la Federación Deportiva Nacional del Rodeo Chileno.
La medialuna de Colina lleva su nombre como homenaje.
José Manuel Aguirre es junto a Luis Eduardo Cortés, José Manuel Rey y Santiago Urrutia los únicos jinetes que han sido campeones nacionales de rodeo y de rienda.

## Campeonatos nacionales
José Manuel Aguirre ganó un Campeonato Nacional de Rodeo, en 1964, pero su especialidad era el movimiento de la rienda donde logró 7 títulos.
| Año  | Collera           | Caballos           | Puntaje | Asociación  |
| ---- | ----------------- | ------------------ | ------- | ----------- |
| 1964 | Guillermo Aguirre | "Ñipán" y "Reparo" | 16      | Los Ángeles |

### Segundos campeonatos
- 1958: junto con Guillermo Aguirre, montando a "Tandera" y "Ocurrencia" con 15 puntos.

### Terceros campeonatos
- 1957: junto con Guillermo Aguirre, montando a "Reata" y "Como Naide" con 9 puntos.
- 1958: junto con Guillermo Aguirre, montando a "Recacha" y "Aguiná" con 15 puntos.
- 1965: junto con Raúl Rey, montando a "Paleta" y "Punga" con 21 puntos.